# Wreck of the Day
Wreck of the Day es el álbum debut de la cantante y compositora Anna Nalick, lanzado por primera vez en Estados Unidos el 19 de abril de 2005 por Columbia Records. Fue producido por los exmiembros de Blind Melon Brad Smith y Christopher Thorn a su propio Wishbone Studio.
En 2006, una versión ampliada del álbum fue lanzado a las tiendas. Esta versión ampliada incluye una versión reorganizada de la canción principal, tres canciones de demostración agregado y nueva portada. Hasta el 2 de agosto de 2006, el álbum ha vendido 623,668 copias.

## Lista de canciones
1. "Breathe (2 AM)" – 4:39
2. "Citadel" – 2:46
3. "Paper Bag" – 3:27
4. "Wreck of the Day" – 4:05
5. "Satellite" – 3:57
6. "Forever Love (Digame)" – 3:19
7. "In the Rough" – 4:02
8. "In My Head" – 4:04
9. "Bleed" – 3:57
10. "Catalyst" – 3:34
11. "Consider This" – 3:34

Relanzamiento en 2006
1. "Wreck of the Day ('06)" – 4:11
2. "Drink Me" – 3:03
3. "Soldier" – 5:19
4. "More Than Melody" – 2:36

- Todas la pistas escrita por Anna Nalick.

## Bonus Tracks por Japón (en lanzamiento original)
12. "Drink Me (Acoustic Version)" - 3:02
13. "Catalyst (Acoustic Version)" - 3:31
- Datos: Q8037679